# TPH Club
TPH Club (w języku hiszpańskim Tú Puedes Hacerlo, 1999–2003) – jest to program dla dzieci mieszkających na całym świecie. Emitowany na kanale Televisión Española. W tym bloku wyświetlane są seriale: Alfred Jonatan Kwak, Muminki, Mortadelo y Filemón, Bajkowe trojaczki i wiele innych. Blok programowy stworzył Antoni D’Ocon, twórca takich seriali jak Sylvan, Łatek i Owocowe ludki.

## Fabuła
Akcja programu dzieje się w magicznej cyberprzestrzeni. Większość wydarzeń toczy się m.in. w głównej bazie i w bawialni. Mieszkańcami tego zaczarowanego, wirtualnego świata są cztery animowane postacie z gier komputerowych: kangurzyca Gura (6UR4), tenisistka María (M4R1A), cyborg Max (M4X) i najmłodszy z czwórki, superbohater imieniem Supereñe. Czwórce sympatycznych Animków towarzyszy monitor PCTPH. Oprócz naszych bohaterów występują również liczne grupy innych Animków, wśród których są m.in. ananas Pucek, szczeniak Łatek oraz małe smoki. Gospodarzem programu jest Paloma Lago, top modelka i prezenterka TVE Internacional.

## Postacie
- Paloma – gospodarz programu. Przedstawia obrazy wykonane przez fanów programów i odpowiada na wiele pytań.
- Gura (6UR4) – kangurzyca z Australii, najmądrzejsza z czwórki Animków. Ma 16 lat. Jej sierść jest brązowo-beżowa. Nosi różową bluzkę z golfem. Przechowuje w swojej torbie różne rzeczy. Jej pasją są podróże.
- María (M4R1A) – nastoletnia mistrzyni gry tenisa, najodważniejsza z grupy Animków. Ma 15 lat. Jest dziewczyną o długich do szyi blond włosach i niebieskich oczach. Nosi jasnoniebieski bezrękawnik odsłaniający jej brzuch, jasnoniebieską spódnicę oraz biało-niebieskie skarpetki i tenisówki. Pasjonuje się muzyką i sportem.
- Max (M4X) – człowiek przybywający z przyszłości, najstarszy z grupy Animków. Ma 18 lat. Jest chłopakiem o krótkich ciemnobeżowych włosach i szarozielonych oczach. Ubrany jest w kosmiczny, mechaniczny skafander. Jego pasja to gry komputerowe i konsolowe. Jego bratem-bliźniakiem jest Peligro.
- Supereñe – superbohater, najmłodszy z czwórki Animków. Ma 13 lat. Jego strój jest biały z czerwoną peleryną z tyłu i literą Ñ na brzuchu. Pasjonuje się encyklopedią.
- PCTPH – komputer mówiący ludzkim głosem. Jest uprzejmy.
- Peligro – zły bliźniaczy brat Maxa oraz główny antagonista programu. Nie znosi go trójka jego przyjaciół.

## Programy nadawane w paśmie
- Alfred Jonatan Kwak
- Bajkowe trojaczki
- Dookoła świata z Willym Foggiem
- Mortadelo i Filemon
- Muminki
- Niekończąca się opowieść
- Oggy i karaluchy
- Opowieści z księgi cnót
- Podróże z Aleksandrem i Emilią
- Świat gnoma Davida
- Teletubisie